# Alizé (comics)
Pour les articles homonymes, voir Alizé (homonymie).
Alizé (Wind Dancer), de son vrai nom Sofía Mantega Barrett, est un personnage appartenant à l’univers de Marvel Comics. Elle est apparue pour la première fois dans New Mutants vol.2 #1.
Sofia est étudiante à l’Institut Xavier et membre des Nouveaux Mutants (deuxième incarnation).

## Biographie
Elle vivait avec sa mère jusqu'à ce que celle-ci soit tuée dans une manifestation. Elle fut envoyée chez son père, qu'elle n'avait jusqu'alors jamais rencontré. Celui-ci se montra froid et distant avec elle, horrifié d'avoir engendré une mutante. Rejetée par ses camarades d'école et par son père, Alizé perdit le contrôle de ses pouvoirs et détruisit un centre commercial. Arrêtée et sur le point d'être renvoyée au Venezuela, Alizé fut secourue par Danielle Moonstar qui lui fit intégrer l'Institut Xavier, où la jeune fille entama une relation avec Julian Keller alias Hellion. Elle se lia d'amitié avec Giroflée, dont elle pouvait se protéger des pouvoirs.
À la suite du crossover House of M, Alizé se retrouve dépourvue de ses pouvoirs et après quelque temps retourne au Venezuela.

## Pouvoirs et capacités
Un peu de la même manière que Tornade, Alizé est une mutante capable de contrôler le vent et les airs. Ainsi, elle peut déclencher de petites tempêtes ou des vents violents. Capacité plus subtile, Alizé peut écouter de lointaines conversations en utilisant les courants aériens.